# Сельское поселение «Село Мокрое»
Сельское поселение «Село Мокрое» — муниципальное образование в Куйбышевском районе Калужской области.
Административный центр — село Мокрое.

## История
Сельское поселение «Село Мокрое» образовано законом Калужской области от 04.10.2004 № 354-ОЗ.

## Населённые пункты
В состав сельского поселения входит 31 населённый пункт:
- сёла: Мокрое, Закрутое[4];
- деревни: Александровка, Белая, Борок, Бохоток, Верхние Барсуки, Воронцово, Высокое, Грибовка, Григорьевка, Дегирево, Дедово-Петровичи, Дубровка, Закрутое,[4] Зимницы, Крайчики, Красниково, Красный Хутор, Латыши, Липовка, Мужиково, Новая, Полянка, Прилепы, Семирево, Соловьевка, Суборово, Теребивль, Удар, Ямное.